# Alexandre Metelo de Sousa e Meneses
Alexandre Metelo de Sousa e Meneses ou Alexandre Metello de Sousa e Menezes foi um desembargador português do século XVIII.
Estudou na Universidade de Coimbra, entrando em 1705 no primeiro ano do curso de Direito Canónico.
A sua carreira diplomática começou como secretário da embaixada em Madrid.
Depois, já como embaixador, esteve quatro meses no Brasil para tratar de interesses vários da Coroa portuguesa na sua colónia, e fez ainda uma "missão a Batávia", com a duração de um mês, onde entregou duas cartas dom rei de Portugal ao governador-geral da Companhia Holandesa das Índias Orientais antes de seguir viagem para a China. Esta embaixada de D. João V, com saída de Portugal em 1725, foi mais um exemplo da sua política internacional de ostentação e magnificiência para promover Portugal no plano internacional.
O imperador Yongzheng, no seu próprio palácio de Pequim. refere umas palavras apreciadoras da sua visita: “homem agradável, político e cortês,
muito diferente dos mais que cá têm vindo”.
Em Maio de 1729 toma posse no Conselho Ultramarino como seu conselheiro e presidente.
Em 1737, compra um palácio em Lisboa, cuja designação passou a ser conhecido por Mitelo tal como o seu largo fronteiro, que é a corruptela do apelido Metelo. Falece a 2 de Setembro de 1766 no Campo de Santana, freguesia da Pena, sendo sepultado no antigo Convento de São Francisco da Cidade.